# Rudolf Graetz
Rudolf „Rudi“ Graetz (* 15. März 1923 in Schmolz bei Breslau; † 23. Februar 1996 in Garatshausen) war ein deutscher Jazz- und Unterhaltungsmusiker (Trompete, Komposition).
Graetz absolvierte ein Studium an der Landesmusikschule Breslau; nach Ableistung des Wehrdienstes kam er nach 1945 nach München, wo er in den Clubs der US-Army spielte. Ab 1951 gehörte er zum Orchester von Max Greger, um ab 1954 Mitglied im Orchester von Hugo Strasser zu sein. Bei ihm arbeitete er auch als Komponist und Arrangeur. 1959 wechselte er zum Orchester des Bayerischen Rundfunks, wo er bis zu seiner Pensionierung verblieb. Außerdem war er als Hausarrangeur für den Zirkus Krone tätig sowie der musikalische Leiter der Fernsehsendung Stars in der Manege. Im Spielfilm Immer wenn der Tag beginnt (1957) interpretierte er erstmals den „Mitternachtsblues“ von Franz Grothe, der auch in den Fassungen von Billy Mo/Bert Kämpfert und Heinz Schachtner bekannt wurde. 1970 trat er in der Fernsehsendung Zum blauen Bock auf.

## Lexikalischer Eintrag
- Jürgen Wölfer: Jazz in Deutschland. Das Lexikon. Alle Musiker und Plattenfirmen von 1920 bis heute. Hannibal Verlag, St. Höfen 2008